# Route nationale 546
Pour les articles homonymes, voir Route 546.
La route nationale 546 était une route nationale française reliant Sisteron, dans les Alpes-de-Haute-Provence, à Buis-les-Baronnies, dans le département de la Drôme.

## Historique
La RN 546 a été créée le 1er janvier 1932 par transformation des chemins de grande communication GC 3B et GC 3 des Basses-Alpes et du GC 14 de la Drôme (section de Sisteron à Séderon). Elle a été déclassée le 1er janvier 1973 en RD 946 dans les Alpes-de-Haute-Provence et le 1er février 1973 en RD 546 dans la Drôme.
La RN 546 avait un tronc commun de 3 km avec la RN 542 dans la traversée de Séderon, cette section a été déclassée en RD 542. La RN 546 s'arrêtait à Buis-les-Baronnies bien que ce bourg ne soit pas un cul-de-sac et qu'une route (CD 5) continue de suivre la vallée de l'Ouvèze en direction de Vaison-la-Romaine.
Ultérieurement, un court tronçon desservant la zone industrielle de Fos-sur-Mer, reliant les nouvelles RN 544 et RN 545 en longeant le canal de navigation de Fos-sur-Mer à Port-de-Bouc a été classé route nationale 546. Le décret du 5 décembre 2005 a entraîné son transfert au Port Autonome de Marseille sous le nom P 546.
.

## Ancien tracé de Sisteron à Buis-les-Baronnies
La RN 546 était l'une des principales voies de communication des Baronnies. Elle remontait le cours du Jabron, de son confluent avec la Durance près de Sisteron à sa source près du col de la Pigière. Sous le nom de RN 542, elle suivait ensuite la Méouge dans la traversée de la commune de Séderon. Par la vallée du Charuis, elle rejoignait ensuite celle de l'Ouvèze au Pont, à la sortie de Saint-Auban-sur-l'Ouvèze et suivait cette rivière jusqu'à Buis-les-Baronnies.
Les Baronnies sont très enclavées. La RN 546 est un axe est-ouest mais il n'y a pratiquement aucun passage vers le nord ou le sud sauf à Séderon. Au nord du Jabron, le seul passage à travers les crêtes s'étendant de Sisteron à Séderon est le col Saint-Pierre (1 288 m) qu'empruntent un chemin non carrossable et le sentier GR 946. Cette ligne de crête s'élève à 1 615 m à la crête de l'Âne, donc un peu moins haut que la montagne de Lure (1 826 m) qui est son pendant au sud. Celle-ci est pourtant franchie par une unique route (CD 53/CD 113) passant par le pas de la Graille (1 597 m) et grimpant même jusque 1 736 m à l'aplomb du signal de Lure avant de redescendre vers la station de Lure et Saint-Étienne-les-Orgues. Il faut aller au col de la Pigière, à 33 km de Sisteron, pour trouver une autre possibilité de quitter la RN 546. Il s'agit du CD 18 qui se dirige lui aussi vers le sud et rejoint Revest-du-Bion par le col du Négrou (1 242 m). C'est aux alentours de Séderon que la RN 546 croise enfin un axe d'une certaine importance, la RN 542. Un peu au sud de Séderon, cette route permet de rejoindre le plateau d'Albion par le col de Macuègne (1 068 m) et Montbrun-les-Bains. Un peu au nord du bourg, la RN 542 suit la vallée de la Méouge vers Laragne-Montéglin dans une direction est-nord-est peu différente de celle de la RN 546. Il y a davantage d'itinéraires transversaux après Séderon, l'altitude étant moins élevée, mais les seuls qui soient notables sont les CD 64 et 108 qui relient les vallées de l'Ouvèze et de l'Eygues par les cols de Peyruergue (820 m) ou d'Ey (718 m).

### De Sisteron à Séderon (D 946, D 546 & D 542)
- Sisteron (km 0)
- Noyers-sur-Jabron (km 10)
- Le Couvent, commune de Noyers-sur-Jabron
- Saint-Vincent-sur-Jabron (km 18)
- Les Remises, commune de Curel
- Les Étangs, commune de Curel
- Curel
- Montfroc (km 27)
- Les Omergues (km 30)
- Les Parrichaux, commune des Omergues
- Col de la Pigière (968 m) (km 33)
- Séderon D  542 (km 38)

### De Séderon à Buis-les-Baronnies (D 542 & D 546)
- Séderon D  542 (km 38)
- Villefranche-le-Château
- Col de Mévouillon (889 m)
- Gresse, commune de Mévouillon (km 46)
- Les Granges, commune de La Rochette-du-Buis
- Le Pont, commune de La Rochette-du-Buis (km 51)
- Saint-Auban-sur-l'Ouvèze
- Le Pont, commune de Saint-Auban-sur-l'Ouvèze (km 55)
- Sainte-Euphémie-sur-Ouvèze (km 60)
- Saint-Martin-Boulogne, commune de Buis-les-Baronnies (km 68)
- Buis-les-Baronnies (km 72)

## Place dans le réseau
La RN 546 avait une place marginale dans le réseau des routes nationales d'avant les années 1970. Du fait de son parcours dans une région enclavée, elle ne croisait que deux autres routes nationales :
- la RN 85 sur la commune de Sisteron ;
- la RN 542 sur la commune de Séderon.

## Tourisme
La RN 546 avait un tracé pittoresque, en particulier à l'ouest du col de la Pigière. Les principales attractions touristiques situées sur la route ou à très courte distance sont :
- Sisteron (édifices civils et religieux, citadelle…)
- Noyers-sur-Jabron (édifices religieux, village ruiné du Haut Noyers, panorama du signal de Lure…)
- Barret-de-Lioure et Villefranche-le-Château (panorama de la montagne de Bergiès…)
- La Rochette-du-Buis (gorges du Charuis…)
- Saint-Auban-sur-l'Ouvèze (gorges du Charuis, défilé de l'Ouvèze, cascade…)
- Sainte-Euphémie-sur-Ouvèze (défilé de l'Ouvèze, cascade…)
- Buis-les-Baronnies (gorges d'Ubrieux, point de vue du col d'Os, ancienne chapelle…)